# Dalmát Királyság (1069–1433)
Az első vagy középkori Dalmát Királyság vagy Dalmáciai Királyság, dalmátul: Raigno de Dalmazia, olaszul: Regno di Dalmazia, horvátul: Kraljevina Dalmacija,  latinul: Regnum Dalmatiae, illetve egyszerűen Dalmácia egy 1069-től 1433-ig létező állam volt Délkelet-Európában, amely állam 1069-től 1102-ig a Horvát Királysággal, 1105-től pedig a Horvát, illetve Magyar Királysággal állt perszonálunióban, reálunióban, bár olykor a székhelyét, Splitet, illetve Zárát a Velencei Köztársaság elfoglalta közben. 1433-tól 1797-ig velencei uralom alá került, majd az Illír tartományok része. 1815 és 1918 között az Osztrák Császárság koronatartományaként létezett a második Dalmát Királyság.

## Az állam adatai
A középkori Dalmát Királyság területe különbözött az újkori Dalmát Királyság földrajzi elhelyezkedésétől, részben több, részben kevesebb terület tartozott a fennhatósága alá, de ez a négy évszázad alatt is folyamatosan változott. Az ország kiterjedésébe beletartozott Krk (Veglia), Rab (Arbe) és Cres szigetek, a tengermellék Zára (Zadar), Trau (Trogir), Split (Spalato) városokkal, de nem volt része Raguza (Dubrovnik), illetve az 1358-ban létrejött Raguzai Köztársaság.

## Története
„A dalmát városok a 11. század derekán ismét a görög-velencei szövetség uralma alá kerültek, de IV. Kresimir Péter (1058–1074) újra kiterjeszti föléjük hatalmát. Míg elődei csak védői, prokonzuljai, eparchosai Dalmáciának, ő már teljes királyi hatalommal birtokolja azt, s magát – elsőnek a horvát fejedelmek közül – „Horvátország és Dalmácia Isten kegyelméből uralkodó királyá”-nak nevezi. A császár névleges uralmát ezután sem vonták kétségbe. A városok – bár a horvát király közvetlen uralma alá tartoznak – hivatalos irataik keltezését továbbra is a császár uralkodási éveivel kezdik, de utána a „horvát és dalmát király” uralkodását is feljegyzik. Az uralmat maga IV. Romanosz császár (1068–1071) engedte át Kresimirnek, Dalmácia császári helytartóját is az ő hatósága alá rendelve.”
Dmitar Zvonimir horvát király 1075-ben így címezte magát latinul: „Zvonimirus Demetrius Rex Sclavoniae, Croat(iae), Dalmat(iae), azaz Zvonimir Demeter, Szlavónia, Horvátország, Dalmácia királya.”
Dalmácia 1105-ben került Magyarországgal perszonálunióba, amikor Kálmán magyar király a Horvát Királyság megszerzése és Tengerfehérvárott horvát királlyá való koronázása (1102) után a dalmát területeket is elfoglalta, és felvette a Dalmácia és Horvátország királya címet.
A Zsigmond magyar király által megkötött 1433. június 4-én a római fegyverszünet vagy római béke következményeként a Dalmát Királyság területének nagy része a Velencei Köztársaság uralma alá került. A Dalmát Királyság kisebb megszakításokkal 328 éven át volt perszonálunióban a Magyar Királysággal.